# Slowenische Badmintonmeisterschaft 2012
Die Slowenische Badmintonmeisterschaft 2012 fand vom 4. bis zum 5. Februar 2012 in Kungota statt.

## Austragungsort
- Kungota, Športna dvorana OŠ Kungota

## Die Sieger und Platzierten
| Disziplin    | Gold                     | Silber                    | Bronze                    |
| ------------ | ------------------------ | ------------------------- | ------------------------- |
| Herreneinzel | Luka Petrič              | Iztok Utroša              | Matevž Bajuk              |
| Herreneinzel | Luka Petrič              | Iztok Utroša              | Urban Turk                |
| Dameneinzel  | Maja Tvrdy               | Špela Silvester           | Tina Kodrič               |
| Dameneinzel  | Maja Tvrdy               | Špela Silvester           | Kaja Stanković            |
| Herrendoppel | Miha Horvat Iztok Utroša | Matevž Bajuk Aleš Murn    | Kek Jamnik Matevž Šrekl   |
| Herrendoppel | Miha Horvat Iztok Utroša | Matevž Bajuk Aleš Murn    | Luka Petrič Alen Roj      |
| Damendoppel  | Tina Kodrič Urška Polc   | Kim Novak Kaja Stanković  | Urša Arih Katarina Beton  |
| Damendoppel  | Tina Kodrič Urška Polc   | Kim Novak Kaja Stanković  | Eva Kuprivec Nika Polanič |
| Mixed        | Luka Petrič Tina Kodrič  | Aleš Murn Špela Silvester | Kek Jamnik Živa Repše     |
| Mixed        | Luka Petrič Tina Kodrič  | Aleš Murn Špela Silvester | Alen Roj Urška Polc       |